# Bulbophyllum cryptostachyum
Bulbophyllum cryptostachyum là một loài phong lan thuộc chi Bulbophyllum.